# Starohorské vrchy
Starohorské vrchy jsou jádrové pohoří na středním Slovensku. Z geomorfologického hlediska je to geomorfologický celek v provincii Západní Karpaty, subprovincii Vnitřní Západní Karpaty a Fatransko-tatranské oblasti. Nejvyšším vrcholem je Kozí chrbát (1330 m).

## Vymezení
Jde o plošně málo rozsáhlé pohoří. Na severu hraničí s Velkou Fatrou, na západě s Kremnickými vrchy, na jihu se Zvolenskou kotlinou a na východě s Nízkými Tatrami. Hranice prochází údolím Starohorského potoka, odtud přes hřeben Japeně do doliny Cenova, pak na východní svahy Kremnických vrchů na západním okraji obcí Kordíky a Králiky. Odtud hranice ze severu obchází převážnou většinu intravilánu města Banská Bystrica, odkud směřuje k obcím Podkonice a Moštenica, následně údolím Vážné do Hiadeľského sedla (1099 m). Ze sedla prochází územím jižně od osady Korytnica-kúpele do údolí potoka Žarnovka a do obce Donovaly, kde schází do údolí Starohorského potoka. Geomorfologický celek se vnitřně člení na jedinou podsestavu, Kordíckou brázdu v jihozápadní části v povodí Tajovského potoka.

### Vrchy a sedla
Mezi nejvýznamnější vrcholy patří:
- Kozí chrbát (1330 m)
- Kečka (1225 m)
- Barania hlava (1206 m)
- Hrubý vrch (1170 m)
- Jelenská skala (1153 m)
- Džbánky (1128 m)
- Magura (1125 m)
- Baba (1120 m)
- Panský diel (1100 m)
- Vysoká (988 m)
- Stará hora (964 m)
- Ostrý vrch (896 m)
- Rovne (856 m)

Ze sedel jsou to:
- Hiadeľské sedlo (1099 m)
- Príslop (790 m)
- Sedlo Dolný Šturec
- Sedlo Horný Šturec
- Sedlo Hadliarka
- Sedlo Zubová
- Riečanské sedlo

### Doliny
Na jižní straně pohoří:
- Hiadeľská dolina
- Uhliarska dolina
- Marková
- Sponge

Na severní straně pohoří:
- Velká Šindliarka
- Andrášová dolina
- Racvalová

## Geologické poměry
Menší jižní část pohoří je součástí pásma veporika, rozsáhlejší severní část součástí pásma jaderných pohoří. Na západě sem okrajově zasahují neovulkanity (Kordícka brázda). Z hlediska geologické stavby je pás na jižním okraji, jakož i severovýchodní výběžek pohoří, tvořený převážně vápenci a slínovci z období křídy. Východní část pohoří je formována vápenci a dolomity z období triasu a jury, podobně je formována i nejzápadnější část (na západ od Banské Bystrice). Území severně od Banské Bystrice je tvořeno břidlicemi a pískovci z období prvohor.

## Klima
Z klimatického hlediska patří jižní svahy, nejzápadnější část a také údolí potoků Bystrica a Starohorských potok do mírně teplé, vlhké oblasti. Severní svahy, jakož i část pohoří na severozápad od Bánské Bystrice, jsou řazeny do mírně chladné oblasti.

## Vodstvo
Převážná většina Starohorských vrchů patří do povodí Hronu, jen malá severovýchodní část do povodí Váhu. Nejvýznamnějšími vodními toky jsou Bystrica s přítokem Starohorský potok, které odvodňují severní svahy a zčásti západní část povodí, Tajovský potok odvodňuje západní část, zatímco potoky Vážna, Moštenický potok, Ľupčica a Selčianský potok odvodňují jižní svahy pohoří. Malá část na severovýchodě je odvodňována Korytnica.
V Starohorských vrších vyvěrá několik minerálních pramenů, nejznámější jsou Moštenická Kyslá a Hiadeľská Kyslá. V pohoří je také pojmenovaných řada jiných pramenů: Jegorovův pramen, Laskomer, Podkalište, Malé Cenovo, Velké Cenovo.
Vodní plochy reprezentuje údolní vodní nádrž Motyčky a malé vodní nádrže na Jelenském potoce (u osady Dolný Jelenec) a Banském potoku (pod obcí Špania Dolina).

### Vodní toky
Následující vodní toky pramení a / nebo tečou ve Starohorských vrších:
- Vážna
  - Prostredná
- Moštenický potok
  - Uhliarsky potok (přítok Moštenického potoka)
    - Zubová
- Ľupčica
  - Bursový potok
  - Banský potok (přítok Ľupčice)
  - Bacúrovský potok
  - Podkonický potok
- Selčianský potok
  - Lukáčovský potok
  - Nemčiansky potok
- Bystrica
  - Cenovo
  - Košiarský potok
  - Starohorský potok
    - Jelenský potok
    - Ramžiná
    - Richtárský potok
    - Zelená
    - Medvedia
    - Zlatý potok

  - Banský potok
  - Sásovský potok
  - Laskomer
- Tajovský potok
  - Farebný potok
  - Mútňanský potok
  - Kordícký potok
    - Vyhnatovský potok

  - Riečanka

## Příroda
Přírodní zdroje jsou na většině území dobře zachovány. Nejvíce narušené jsou oblasti v okolí střediska cestovního ruchu Donovaly na severním okraji pohoří a zásahy do původního prostředí jsou patrné v prostoru mezi obcemi Staré Hory a Špania Dolina (opuštěné důlní štoly, šachty, tunely a haldy). Území Starohorských vrchů je převážně zalesněné, převládající dřevinou je smrk, zatímco v povodí Bystrice je to zejména buk lesní. Okolí Banské Bystrice je značně odlesněné.

### Jeskyně
V pohoří bylo objeveno několik menších jeskyní: dvě leží na západních svazích vrchu Hrádok (839 m) severně od Sásové (Netopieria jaskyňa (Starohorské vrchy), druhá nepojmenovaná). Ve spodní části Môcovské doliny je Môcovská jeskyně, dlouhá 300 m, ve vyšších částech střední části doliny je Bludiččina jeskyně, Jeskyně pod Tisom, Jeskyně vretenica a Jeskyně Pukwitz.

### Ochrana přírody
Malá severovýchodní část pohoří je součástí NAPANTu. Celá východní část pohoří (po linii údolí potoků Bystrica a Starohorský potok) je součástí Ochranného pásma NAPANTu, zatímco malé území severně od Banské Bystrice (mezi Bystricí a Starohorských potokem) náleží do ochranného pásma Národního parku Velká Fatra. Na území Starohorských vrchů leží tato maloplošná chráněná území:
- Přírodní rezervace Beranovo
- Přírodní rezervace Kozí chrbát
- Přírodní památka Králická soutěska
- Přírodní památka Moštenické travertíny
- Přírodní rezervace Pavelcová
- Přírodní památka Tajovská kopa
- Přírodní rezervace Uňadovo

## Sídla
V hranicích geomorfologického celku leží intravilán těchto obcí:
- Baláže s osadou Kalište
- Harmanec
- Kordíky
- Králiky
- Riečka
- Staré Hory (s osadami Písky, Polkanová, Richtárová a Stará Píla)
- Špania Dolina
- Tajov

Částečně i další obce:
- Banská Bystrica (městská část Uľanka)
- Donovaly (osady Bully, Mistríky, Polianka)
- Moštenica (osada Kyselá)
- Motyčky (osady Bukovec, moče, Stube)

## Kulturní a technické památky
Na území Starohorských vrchů byla ještě v období středověku vykonávána intenzivní hornická činnost, což je dodnes zřetelné zejména v okolí obcí Špania Dolina a Staré Hory. V období 2. světové války zde probíhaly intenzivní boje mezi fašisty a partyzány, čehož obrazem jsou více objektů, zejména pomníky.
K nejvýznamnějším kulturním pozoruhodnostem patří stará hornická obec Špania Dolina, která byla prohlášena za památkovou rezervaci lidové architektury, k významným objektům patří gotický kostel, důlní klepačka a bývalý báňský tunel mezi obcí a osadou Piesky.
Pozoruhodné je i okolí obce Staré Hory, jejíž východní část zasahuje do geomorfologického celku, z objektů jsou to místní kostel, pozůstatky hornické činnosti v osadách Richtárová a Piesky, jakož i partyzánský bunkr Mor ho!.
V minulosti zde existovala důlní železnice, jejíž pozůstatky se částečně zachovaly mezi Uľankou a osadou Piesky, jakož i mezi osadou Richtárová a lokalitou Katrenka.
Další kulturně-historicky pozoruhodnou obcí jsou Baláže, v obci stojí Pamětní síň SNP a severovýchodně od obce leží osada Kalište, v minulosti samostatná obec, vypálená za 2. světové války fašistickými vojsky. V současnosti je národní kulturní památkou. V obci Tajov stojí památný dům J. G. Tajovského s expozicí věnovanou jeho životu a literární tvorbě. Několik zajímavých objektů stojí i na území obce Donovaly, v osadách Bully, Polianka a Mistríky.
Při osadě Písky a nad obcí Baláže (kóta 848 m) bylo odkryto menší archeologické naleziště.

## Cestovní ruch
Nejvýznamnějším střediskem cestovního ruchu jsou bezpochyby Donovaly, avšak jen menší jižní část zasahuje do Starohorských vrchů. V této části leží autokemp při osadě Mistríky, lyžařské vleky na severních svazích Baníku (1056 m) a několik rekreačních objektů v osadách Bully a Polianka. Také zde stojí hotel Zvolen a chata Encián.
K menším střediskům cestovního ruchu patří Šachtičky (horský hotel a pět lyžařských vleků na Panském dielu), Čachovo nad obcí Selce (chaty, lyžařský vlek), rekreační středisko nad obcí Podkonice (chata na Plešiach, lyžařský vlek na Vysokou), malé rekreační středisko Moštenická Kyselá, dvě rekreační střediska v katastrálním území obce Tajov (u cesty na Kordíky je zde autokemp, koupaliště, lyžařský vlek a chaty, zatímco výše na východních svazích vrchu Vyhnatová se nachází Chata nad Tajovom, horský hotel Lesák a lyžařský vlek). Dalším střediskem jsou Králiky s lyžařským areálem (lyžařský běžecký areál, lyžařský vlek, Chata nad Králíky a chata Horec). Lyžařský vlek je i v obci Kordíky.